# 安鈦克
安钛克（Antec，臺證所：6276）是一家總部位於台湾的个人电脑配件制造商。  Antec 的主要产品是机箱和電源供應器。安鈦克还提供電腦硬體冷卻产品、笔记本电脑配件等產品。 
该公司最初于1986年在美國佛利蒙成立，後來总部搬到台北市 ，并在鹿特丹、北京和佛利蒙设有办事处。  2011年，安钛克在臺灣證券交易所上櫃， 股票代码为6276。 